# 青野紗穂
青野 紗穂（あおの さほ、1997年10月19日 - ）は、日本の女性歌手。兵庫県西宮市出身。血液型はO型。

## 人物・来歴
5歳のころからダンスを習い出し、本格的に歌のレッスンを始めたのは10歳頃から。「キラット☆エンタメ・チャレンジコンテスト2007」で、約2,000人の中からモデル部門の特別賞に選ばれたことを契機に、エイベックス・アーティストアカデミーでダンスとともに歌の勉強を始める。その後、キッズカタログのモデルやダンスフェスティバルにも出演。2011年には「大阪美少女図鑑」のモデルにも選ばれている。
2012年5月4日、ORC200「第16回ヴォーカルクィーンコンテスト」でグランプリとオーディエンス賞をダブル受賞。同年5月下旬、かねてから目標に掲げていたアポロ・シアターに挑戦することを目的に渡米。5月30日、日本人の中学生として初めてアマチュアナイトのキッズ部門「Stars of Tomorrow」（参加資格は5-15歳）に出場。尊敬しているホイットニー・ヒューストンの「アイ・ハヴ・ナッシング」を歌唱し、他の出場者の2倍の得点を獲得し日本人史上最年少優勝を果たした。また、フジテレビ系列で放送された「水曜歌謡祭」にレギュラー出演、音楽劇・寺山修司作「人魚姫」でも主演の座を獲得。
2017年、ミュージカル『RENT』でミミ役に抜擢 。

## ディスコグラフィ

### 参加作品
| 発売日         | タイトル                                                                         | 規格品番        | 参加曲                                                                           | 備考                             |
| -------------- | -------------------------------------------------------------------------------- | --------------- | -------------------------------------------------------------------------------- | -------------------------------- |
| 2015年8月19日  | エリック・フクサキ『Ai Yai Yai!/行かないでセニョリータ』                         | HKCN-50435      | 1.Ai Yai Yai!                                                                    | コーラス参加                     |
| 2016年11月16日 | V.A.『Disney Magical Pop Christmas』                                             | AVCW-63173      | 6.クリスマスがある限り［美女と野獣 ベルの素敵なプレゼント］/ Beverly & Saho Aono |                                  |
| 2016年11月23日 | Kaien『1853』                                                                    |                 | 3.Whatever feat. KYOtaro & Saho Aono                                             | デジタル・フルアルバム           |
| 2022年5月25日  | TVアニメ『ワッチャプリマジ！』キャラクターソングミニアルバム PUMPING WACCHA！ 02 | EYCA-13645/B    | 3. Believe                                                                       | ジェニファー・純恋・ソル役として |
| 2023年3月22日  | ワッチャプリマジ！ミュージックコレクション                                       | EYCA-14023〜4/B | 13. Lux Aeterna                                                                  | ジェニファー・純恋・ソル役として |

## 主な出演

### 映画
- 9 〜ナイン〜（2018年2月17日、MIRAI） -  長谷川圭子 役

### 舞台
- ミュージカル『RENT』（2017年7月 - 8月、シアタークリエ） - ミミ 役[1]
- New Musical『Color of Life』（2019年4月26日、5月1日 - 5月27日、DDD青山クロスシアター 他）[2]
- 音楽劇『ロード・エルメロイII世の事件簿 -case.剥離城アドラ-』（2019年12月15日 - 2020年1月19日、千葉県 / 東京都 / 大阪府 / 福岡県 / 東京都 5公演） - グレイ 役[3]
- A New Musical『ゆびさきと恋々』 （2021年6月4日 - 13日、本多劇場） - エマ 役[4]
- ミュージカル『「FINAL FANTASY BRAVE EXVIUS」THE MUSICAL』（2020年3月12日、新型コロナウィルス流行の影響で一般公演中止。無観客公演のみ配信） - リド 役
- ミュージカル『ヘアスプレー』（2022年9月 - 11月、東京建物 Brillia HALLほか） - ダイナマイツ 役[5]
- ミュージカル『LOSERVILLE（英語版）』（2023年3月5日 - 22日、新橋演舞場 / 4月26日 - 30日、御園座）- レイア・ドーキンズ 役[6]
- ワッチャ！リーディング！マジック！（2023年9月15日 - 16日、一ツ橋ホール） - ジェニファー・純恋・ソル 役[7]
- ミステリ・ミュージカル『ルームメイトと謎解きを』（2023年11月18日 - 26日〈予定〉、サンシャイン劇場）  - 千々石警部 / 倉林沙奈 役[8]
- ミュージカル『ジル・ド・レ 〜吾輩は娼館の蚤である〜』（2023年12月28日 - 31日、ラゾーナ川崎プラザソル）[9]
- ブロードウェイミュージカル『ハネムーン・イン・ベガス』（2024年4月9日 - 29日、東京建物 Brillia HALL / 5月6日 - 19日、SkyシアターMBS） - マヒ・マヒ 役[10][11]
- ミュージカル『SONG WRITERS』（2024年11月6日 - 28日、シアタークリエ / 12月7日 - 8日、森ノ宮ピロティホール / 12月11日、Niterra日本特殊陶業市民会館 ビレッジホール） - パティ・グレイ 役[12]
- ミュージカル『手紙』2025（2025年3月7日 - 23日〈予定〉、東京建物 Brillia HALL / 3月29日 - 31日、SkyシアターMBS / 4月5日・6日、岡山芸術創造劇場ハレノワ 大劇場）[13]
- ミュージカル『ダンス オブ ヴァンパイア』（2025年5月、東京建物 Brillia HALL / 6月、御園座 / 7月、梅田芸術劇場 メインホール / 7月、博多座） - マグダ 役[14]
- あの鐘の音と共に -THE BELL 2025-（2025年10月4日 - 12日〈予定〉、あうるすぽっと） - 主演・エレノア 役[15]

### 吹き替え
- ウィッシュ（2023年12月15日公開、ウォルト・ディズニー・ジャパン） - ハル 役[16]

### テレビアニメ
- ワッチャプリマジ!（2021年10月3日 - 2022年10月9日、テレビ東京系） - ジェニファー・純恋・ソル 役[17]

### ゲーム
- ワッチャプリマジ!（2022年3月10日、アミューズメントゲーム） - ジェニファー 役
- ワッチャプリマジ!スタジオ（2022年11月2日、アミューズメントゲーム） - ジェニファー 役

### LIVE
- 「The Color Live part.1 Yellow」　（2018年4月28日　横浜motionblue）